# アントニオ・ランジェッラ
アントニオ・ランジェッラ（Antonio Langella, 1977年3月30日 - ）は、イタリア・ナポリ出身の元同国代表のサッカー選手（フォワード）。

## 所属クラブ
- ソルソ（イタリア） 1993-1994
- カステルサルド（イタリア） 1994-1999
- サッサリ・トレス（イタリア） 1999-2002
- カリアリ・カルチョ（イタリア） 2001-2007
- アタランタBC（イタリア） 2007-2008
- ウディネーゼ（イタリア） 2008-2009

→ ACキエーヴォ・ヴェローナ（イタリア） 2008-2009 （loan）
- ASバーリ (イタリア) 2009-2011